# Ausejo
Ausejo es un municipio de la comunidad autónoma de La Rioja (España).

## Geografía
Integrado en la comarca de Rioja Media, se sitúa a 30 kilómetros de Logroño. El término municipal está atravesado por la Autopista Vasco-Aragonesa (AP-68), por la carretera nacional N-232, entre los pK 374 y 382, por la carretera autonómica LR-259, que conecta con El Redal, y por carreteras locales que permiten la comunicación con Alcanadre y Tudelilla.
El relieve del municipio es progresivamente ascendente de noreste, cerca del valle del Ebro, a sursudoeste, destacando algunos cerros aislados como Valderrete (509 metros) o Biayón (540 metros). La localidad se asienta junto a otro cerro minado de bodegas antiquísimas, que alcanza los 596 metros. La altitud oscila entre los 750 metros, en un páramo al sur (Plana Alta) y los 400 metros a orillas del río Madre, al norte. El pueblo se alza a 556 metros sobre el nivel del mar. 
| Noroeste: Alcanadre | Norte: Alcanadre | Noreste: Sartaguda (Navarra)         |
| Oeste: El Redal     |                  | Este: Pradejón y El Villar de Arnedo |
| Suroeste: El Redal  | Sur: Ocón        | Sureste: Ocón                        |

Pese a carecer el término de parajes espectaculares, su entorno posee una notable belleza por los cambios cromáticos que produce en sus cultivos el paso de las estaciones. Así, podrá contemplar el viajero a finales del invierno los almendros en flor y el verdor de los campos de cereal, en primavera la explosión colorista de la huertas y frutales, en verano los matices dorados de los campos de cereal, y en otoño el contraste entre los ocres de los choperas y el verde y rojizo de los viñedos.

## Historia
Ausejo se menciona con el nombre de Ousegio en el año 1173 en una carta de arras que el conde don Gonzalo Rodriguez de Lara dio a su esposa doña Estefania. 
Otro documento en el que aparece mencionado el pueblo trata sobre el arbitraje de Enrique II de Inglaterra, el cual tuvo lugar para solucionar las disputas militares entre los reyes navarros y castellanos por la posesión de La Rioja. Estos últimos pretendían tomarla, ya que inicialmente fue territorio perteneciente al reino navarro. El dictamen determina la restitución de las plazas conquistadas en tiempos de Alfonso VIII: Logroño, Navarrete, Entrena, Ausejo y Autol. En señal de conformidad, los reyes castellanos y navarros firmaron inmediatamente en Fitero una tregua por diez años, comprometiéndose además la pronta entrega de las poblaciones. 
Sin embargo, como diese muestras Sancho de retrasar sus obligaciones, inició el rey castellano una campaña que le permitió hacerse con un buen número de villas y castillos. En consecuencia, Sancho el Sabio aceptó confiar la custodia de Logroño, Navarrete, Ausejo, Autol y Resa al caballero que eligiese entre la terna que habría de proponerle Alfonso VIII.
Los nuevos conflictos que provocaría la llegada al trono navarro Sancho VII el Fuerte motivaron el que en octubre de 1207 se firmaran nuevas treguas en Guadalajara, cediendo cada monarca tres castillos en garantía de sus respectivos reinos: Irurita, Inzura y San Adrián por parte de Navarra y Clavijo, Jubera y Ausejo por la castellana. Concluía así un agitado período de la vida local. 
El 29 de octubre de 1385, Juan Ramírez de Arellano, Señor de los Cameros, dictaba en Soria su testamento, legando a su nieto Ausejo junto a Alcanadre, Murillo de Río Leza y algunos pueblos de Navarra, perteneciendo a partir de entonces la población al Señorío de los condes de Murillo. 
En la primera mitad del siglo XIX, se terminaba de desmantelar su castillo –motivo de tanta disputa, y ya harto desvencijado por entonces- para emplear su sillería en la reparación de la iglesia parroquial de la villa, afectada por el terremoto que sacudió buena parte de La Rioja –y especialmente Arnedillo- el 18 de marzo de 1817. 
Cabe destacar, entre sus hijos ilustres, a Pedro de Merino, soldado de Caballería ligera que apresó al mariscal Montmonrency en la Batalla de Pavía, en 1525; Juan González del Centeno, nacido en 1583, secretario de Felipe IV; Francisco del Merino, nacido en 1602 y notario del Tribunal del Santo Oficio; Juan González de Tejada, inquisidor de Valencia en el siglo XVII; Juan José Tejada, nacido en 1768, Obispo de Solsona y ministro general de la Orden de la Merced; y Antonio Paz Merino, consejero de la Castilla durante el reinado de Carlos IV.

## Demografía
Cuenta con una población de 808 habitantes (INE 2024).
| Gráfica de evolución demográfica de Ausejo entre 1842 y 2021                                                          |
| |
| Población de derecho según los censos de población del INE. Población de hecho según los censos de población del INE. |

| Nacionalidad | Hombres | Mujeres | Total | %      | Proporción |
| ------------ | ------- | ------- | ----- | ------ | ---------- |
| Española     | 266     | 231     | 497   | 63.2 % |            |
| Extranjera   | 152     | 137     | 289   | 36.7 % |            |

Ausejo es un municipio con una dinámica demográfica muy preocupante, puesto que lleva perdiendo población desde mediados del siglo XIX, y por tanto se diferencia de la mayoría de las localidades de la provincia que tuvieron su mayor auge durante las primeras décadas del siglo XX. A Ausejo también le ha afectado gravemente el éxodo rural de los años 70 y 80, agravando aún más su situación.
El único crecimiento que ha tenido ha sido a principios de siglo XXI, que gracias al auge de la construcción y del cultivo del champiñón llegaron a la localidad numerosos inmigrantes, sobre todo magrebíes y rumanos, que consiguieron aumentar la población.

## Administración y política
| Periodo   | Nombre                                     | Partido                 |
| --------- | ------------------------------------------ | ----------------------- |
| 1979-1983 | José Luis Sáenz Pérez                      | Agrupación de electores |
| 1983-1987 | José Luis Sáenz Pérez/Blas Aguado Gil      | PSOE                    |
| 1987-1991 | Hilario González Fernández                 | AP                      |
| 1991-1995 | Hilario González Fernández                 | PP                      |
| 1995-1999 | Hilario González Fernández                 | PP                      |
| 1999-2003 | Hilario González Fernández                 | PP                      |
| 2003-2007 | Honorio Pinilla Gil                        | PP                      |
| 2007-2011 | Rafael Fernández Sáenz                     | PSOE                    |
| 2011-2015 | Rafael Fernández Sáenz                     | PSOE                    |
| 2015-2019 | Felipe San Juan Pérez/ Mª Ángeles San Juan | PSOE/ PP                |
| 2019-2023 | Pedro Luis Martínez Calvo                  | PP                      |
| 2023-act. | Pedro Luis Martínez Calvo                  | PP                      |

## Economía

### Evolución de la deuda viva
El concepto de deuda viva contempla sólo las deudas con cajas y bancos relativas a créditos financieros, valores de renta fija y préstamos o créditos transferidos a terceros, excluyéndose, por tanto, la deuda comercial.
| Gráfica de evolución de la deuda viva del ayuntamiento entre 2008 y 2019                             |
| |
| Deuda viva del ayuntamiento en miles de Euros según datos del Ministerio de Hacienda y Ad. Públicas. |

La deuda viva municipal por habitante en 2019 ascendía a 406,41 €.

## Cultura

### Patrimonio

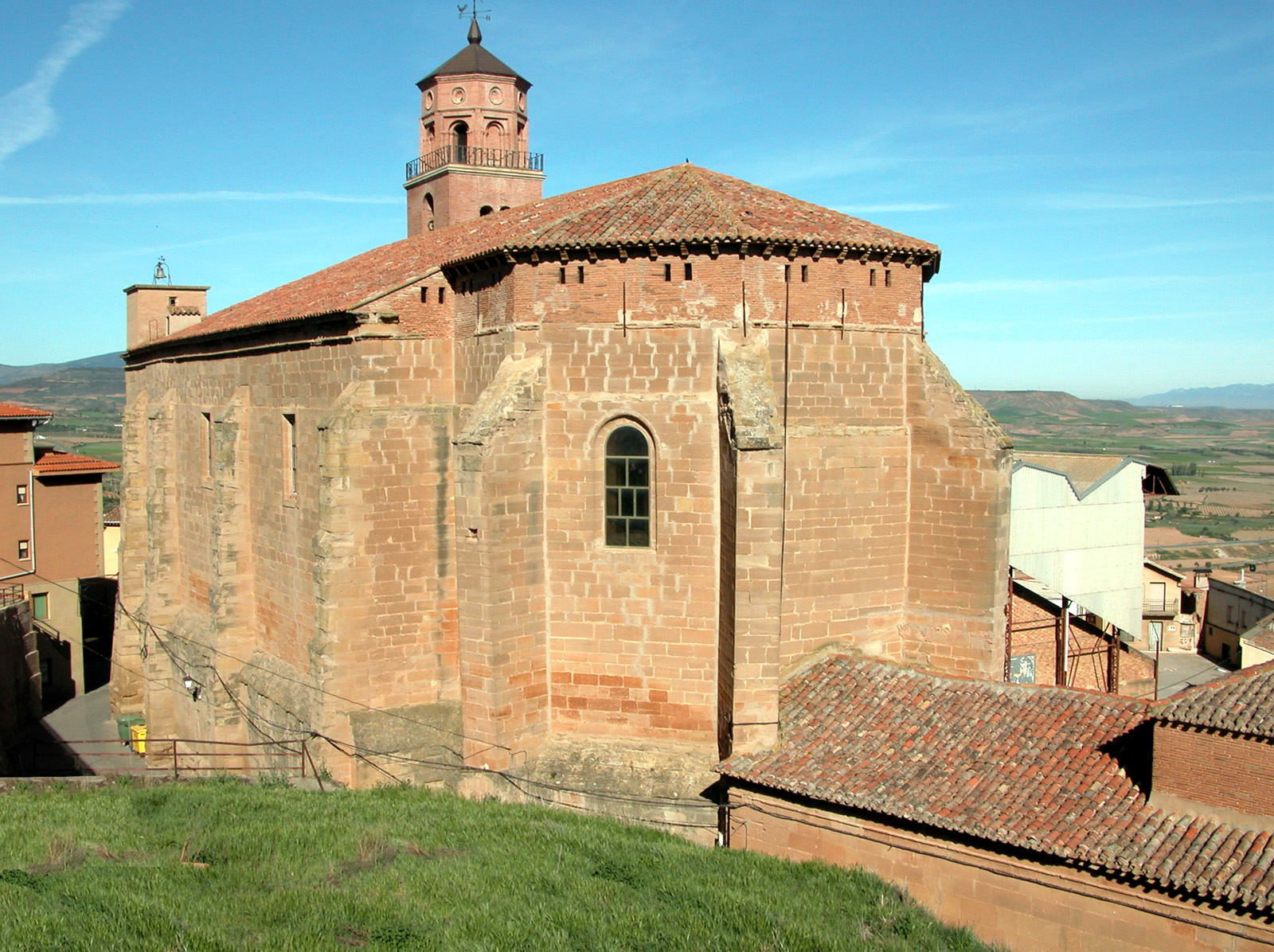
Iglesia de Santa María (siglo)

Iglesia parroquial de Santa María: edificio de sillería, con añadidos de ladrillo, construido en el segundo tercio del siglo XVI, con fachada y sacristía del siglo XVII y remate de la torre norteña del siglo XVIII. Dañada –como se ha señalado- por el terremoto del 1817, fue reconstruida hacia 1840 con materiales aportados desde el antiguo castillo.
Nave de tres tramos, cabecera y capillas entre contrafuertes. Cubren la nave bóvedas de crucería moderna y las capillas crucerías sin diagonales y bóvedas de medio cañón. Coro alto a los pies. Ingreso adintelado bajo pórtico de tres vanos de medio punto, flanqueado por dos torres; la orientada al norte, de cinco cuerpos –los tres inferiores de sillería y los superiores de ladrillo-, y la del sur de tres cuerpos. Sobre la portada, y uniendo las dos torres, hay un muro de ladrillo.
En el interior, arte mobiliario abundante, con obras barrocas, clasicistas y romanistas de los siglos XVII y XVIII.
Ermita de Santa María de la Antigua: edificio barroco del siglo XVII, a dos kilómetros del casco urbano. Construida en mampostería y ladrillo, con contrafuertes de sillería, ha sido varias veces restaurada, presentando un aspecto cuidado y atractivo. Nave de tres tramos, con cabecera cuadrangular y sacristía adosada al testero. Entrada de medio punto a los pies, bajo pórtico. Sobre este una espadaña de un solo vano. 
En el interior, obra cerámica contemporánea e imagen de la titular, sedente, gótica del siglo XIV, exquisitamente reparada por restauradores locales.

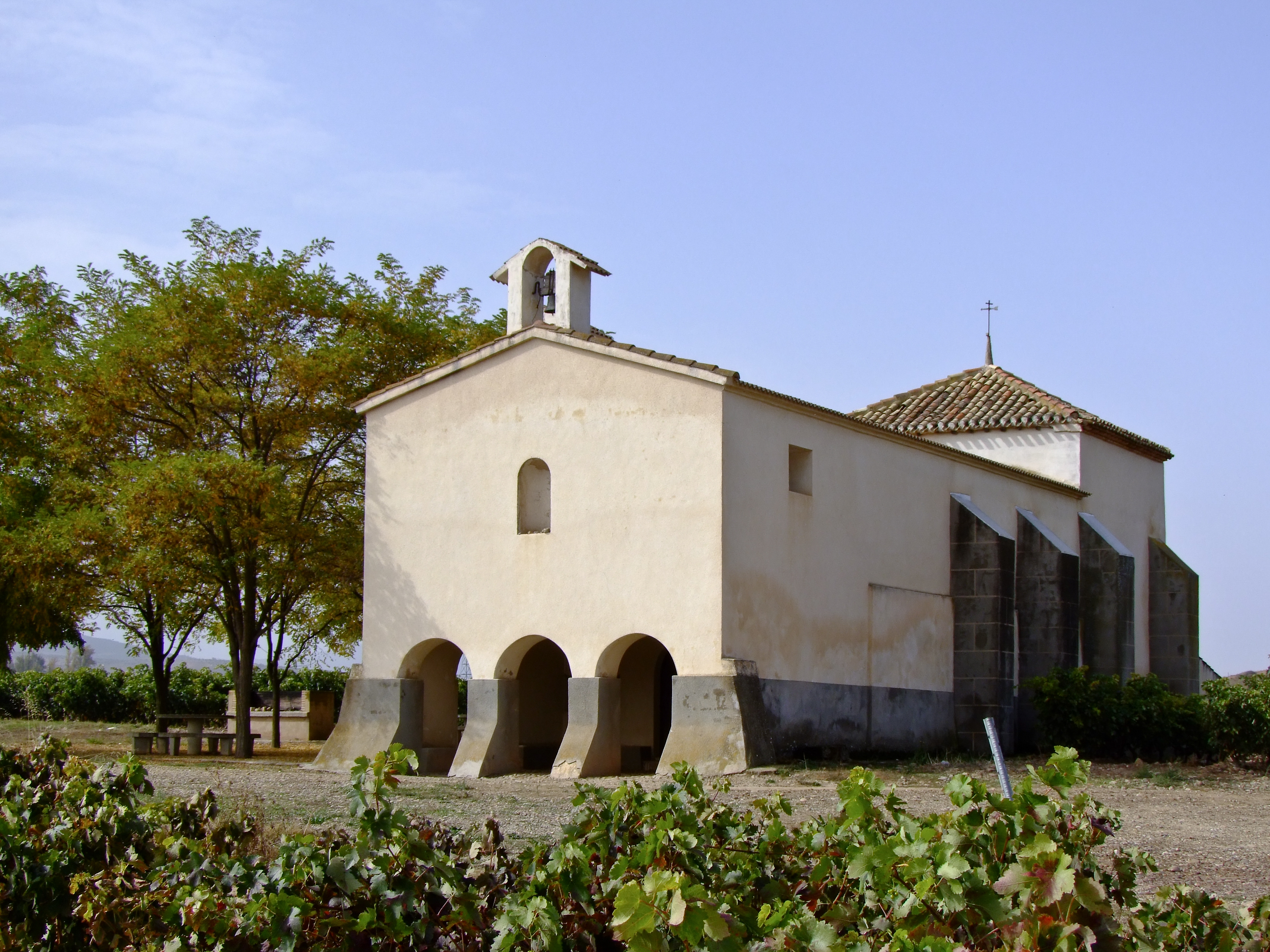
Ermita de Santa María de la Antigua,

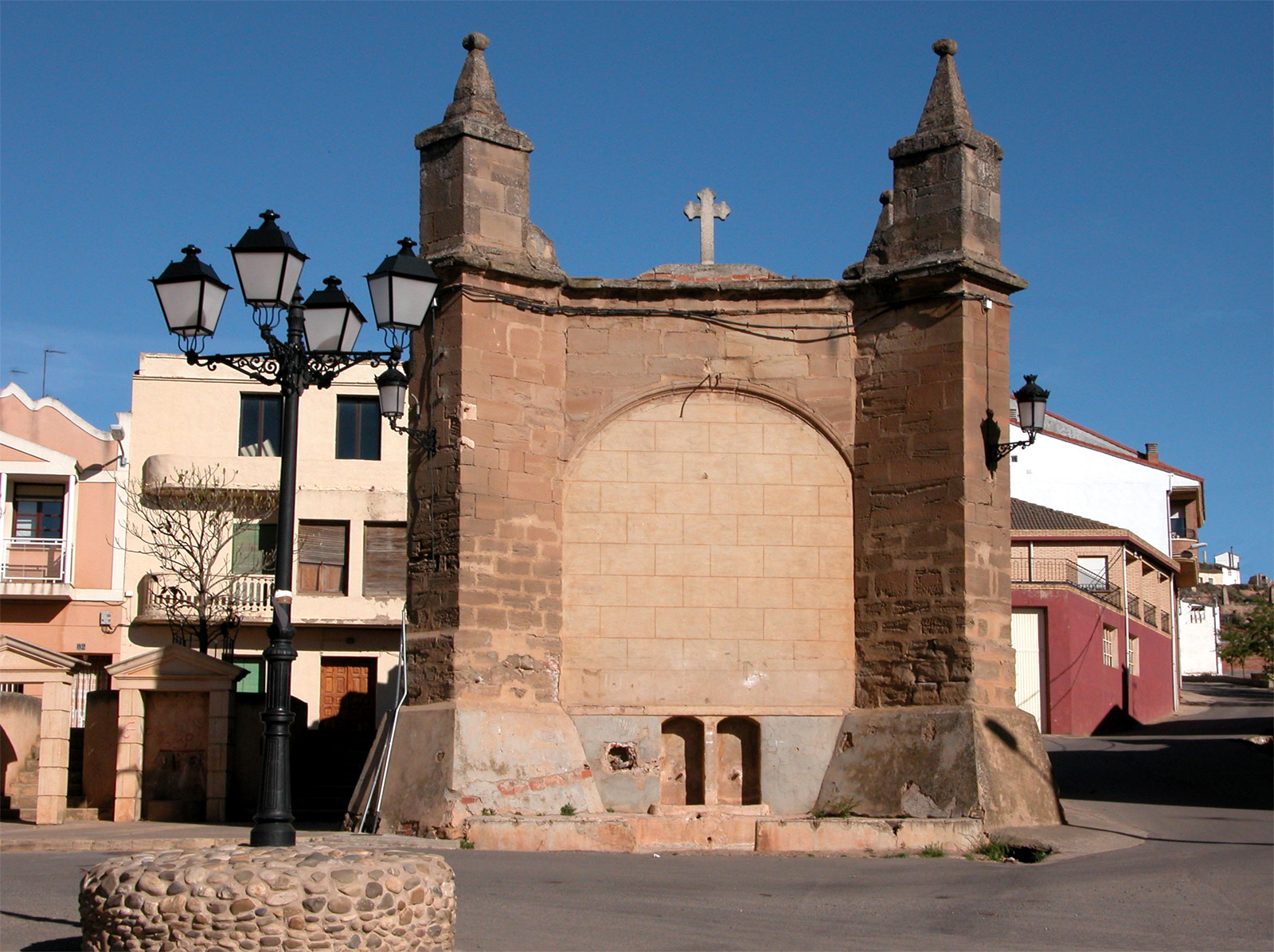
Ermita del Crucifijo

Ermita del crucifijo: antiguo crucero del siglo XVI formado por cuatro estribos unidos por arcos de medio punto que soportan una bóveda de crucería estrellada. 
Se tapiaron después sus vanos, excepto uno que se prolongó con una nave que triplicaría el espacio original.
Castillo: situado en la cima del alcor en que se extiende el pueblo, ha sufrido tan serio deterioro que apenas puede adivinarse cómo sería su planta. Se observan dos cubos redondos, al este y al sureste, y algunos muros en dirección sur y norte, aventurando algunos de que se trata de restos de fortalezas diferentes. 
Otros: un intrincado sistema de bodegas y cuevas antaño habitadas honrada todo el cerro, produciéndose derrumbes que dejan al descubierto estancias de las que ningún vecino guardaba noticia.

### Fiestas
El día 1 de enero los quintos hacen la ronda por todo el pueblo para recolectar dinero y así poder organizar su comida, cena y la verbena.
- Los quintos suelen celebrarse el viernes y sábado del primer o segundo fin de semana de abril.
- El 3 de mayo se realiza la romería a la ermita de la Virgen de la Antigua y la bendición de los cultivos.
- El 15 de mayo se celebra la fiesta de San Isidro.
- El 24 de junio en el barrio de Parramera de celebra la fiesta de San Juan y sus tradicionales hogueras.

Tras un referéndum popular celebrado en 1987, se discutió sobre el posible cambio de la fecha tradicional de las fiestas del Ecce Homo que se realizaban el tercer fin de semana de septiembre. Se optó por trasladarlas de septiembre a agosto con el fin de facilitar la participación de los naturales de Ausejo que, habiéndose mudado a otras poblaciones, regresan a sus casas natales durante la época vacacional. 
- El 9 de agosto se celebra el día de la Virgen de la Antigua y el día 15 se realiza otra romería a la ermita de la Virgen de la Antigua. Las fiestas suelen durar del 8 al 12 de agosto.
- El día 29 de septiembre se celebra la fiesta de San Miguel.

### Canción de Ausejo
En el mapa de Rioja existe un pueblo no olvidaré. Ausejo de mi vida, que aunque estés lejos le vengo a ver, porque tengo a mis padres y de las cuevas nunca me olvido es la tierra querida donde he nacido.
¡Ay, ay, ay! Mi Ausejo que aunque me voy no te olvido me acuerdo de Las Caveras, y las viñas del Hornillo.
También de Valdarrete, Piezas del Monte y Viayón, tierras inolvidables donde he dejado el puro sudor, y hemos bajado la senda y hemos subido a Piezas del Monte, la fuente de la Madre que no se seque y mane abundante.
Onda Villa, Onda Villa y el pozo que no se seque, si del pozo no sale agua, la hortaliza se me muere.
En Ausejo estoy para disfrutar no te olvidaré jamás.